# Robert Cleveley
Robert Cleveley (1747, Deptford – 28 setembre 1809, Dover) fou un pintor anglés de temes marítims.
Son pare (John Cleveley el Gran, c.1712–1777) i son germà bessó (John Cleveley el Jove, 1747–1786) eren també artistes. El seu germà –i possiblement ell també, a jutjar del seu estil– es formen en la tècnica de l'aquarel·la amb Paul Sandby, abans mestre a l'Acadèmia Militar Reial de Woolwich.
John el Major va treballar a una drassana, i el mateix va fer Robert, com a calafatejador. John no hi gaudia del seu temps i va deixar aquell treball. Robert s'empleà com a voluntari en l'armada. El seu primer servei fou breu, sota el capità William Locker que patrocinava artistes). Després va treballar sota el capità George Vandeput en els seus viatges per Àsia i Amèrica. El 1777 va tornar d'Àsia, i des de llavors fins al final de sa vida, Robert va fer carrera com a pintor de marines. Això li va permetre exhibir les seues obres com a «Robert Cleveley de l'Armada Reial».

Es va especialitzar en batalles navals. També va produir vistes navals solemnes, com la seua Vista de la Flota a Spithead amb el rei Jordi III passant revista (1793). Moltes de les seues obres van ser reproduïdes com a gravats.

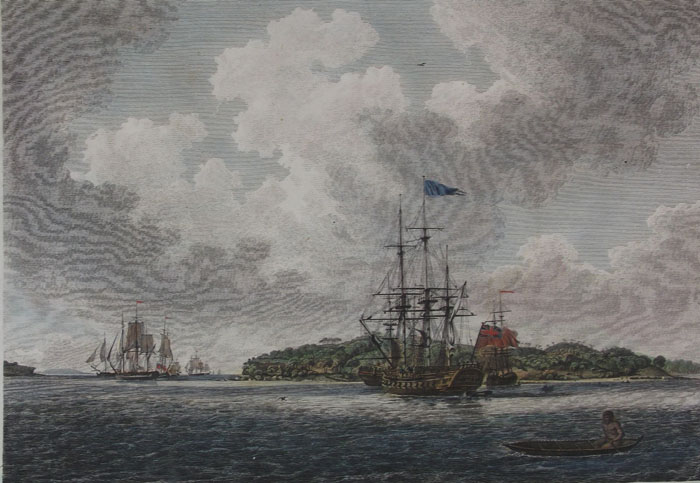
Una vista de Badia de Botànica (1789) col·lecció del Museu Marítim
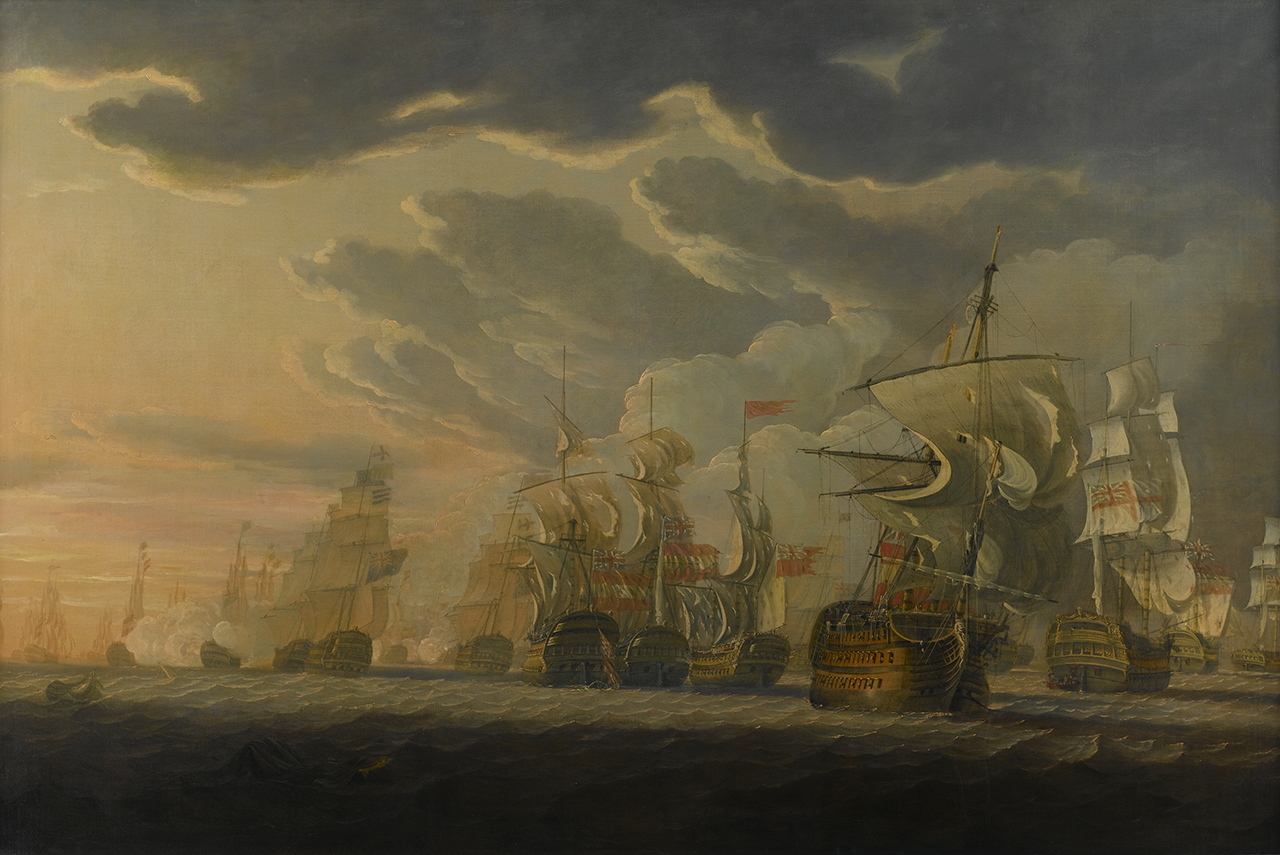
La batalla del cap de Sant Vicent